# Ко ме то тамо пева
Ко ме то тамо пева је албум српских реп извођача Микри Мауса и Бване. Издат је у јуну 2018. године и састоји се од 18 нумера. Име албума је алузија на домаћи филм "Ко то тамо пева".

### Списак нумера
1. Поново На Шеми (Ретурн оф Симке ИНТРО)
2. 30КГ
3. 300 Кинти
4. ГРК (Генгстарепкриминал), са Смоке Мардељано
5. Но Мани, Но Проблеми
6. Пљачка, са Бигру и Паја Кратак
7. Гуска У Магли
8. Ми Смо Се Оженили
9. Антихепи
10. Ain't No Funny
11. Хај Тајмс, са Еуфрат Курајбер
12. Бизнис, са Баук Сквад
13. Није Лако Бити Макро
14. Сиријус, са Баук Сквад
15. Што Си П....?, са Еуфрат Курајбер
16. На Нарко Клиници, са Еуфрат Курајбер
17. Бизар Шлагер, са ДЈ Мрки
18. Џафтерпарти, са СКИЗ